# Blennidus calathoides
Blennidus calathoides là một loài bọ chân chạy thuộc phân họ Pterostichinae. Loài này được G.R.Waterhouse mô tả năm 1845.